# Bramstagloper

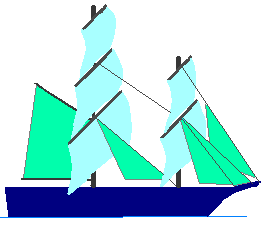
Een brik met tussen de grote mast en de voormast de bramstag (diagonale lijn). Hierin bevindt zich de bramstagloper.

De bramstagloper is het blok (soort katrol) waarmee de bramstag (een type verstaging) van bepaalde typen zeilschepen strakgetrokken kan worden. De bramstag zekert de bramsteng en verbindt deze verlenging van de grote mast met de voormast. De bramstag, met daarin de bramstagloper, vangt een gedeelte van de krachten op de bramsteng in de richting naar achterschip op. Omdat een schip niet tegen de wind in kan zeilen, zal er weinig druk van de wind op de bramsteng in achterwaartse richting komen en daardoor zal er dus ook relatief weinig kracht op de bramstag en bramstagloper komen te staan. Omdat de bramstagloper weinig krachten op hoeft te vangen, is het een betrekkelijk klein, rond, houten blok.
Vanwege de gelijkenis met kapucijners worden deze peulvruchten ook wel "bramstaglopers" genoemd.